# نيك كلوني
نيك كلوني (بالإنجليزية: Nicholas Joseph Clooney)‏ هو مقدم تلفزيوني وكاتب وصحفي أمريكي، ولد في 13 يناير 1934 في مايسفيل في الولايات المتحدة.

## وصلات خارجية
- نيك كلوني على موقع IMDb (الإنجليزية)
- نيك كلوني على موقع ميوزك برينز (الإنجليزية)
- نيك كلوني على موقع أول موفي (الإنجليزية)
- نيك كلوني على موقع قاعدة بيانات الأفلام السويدية (السويدية)
- نيك كلوني على موقع ديسكوغز (الإنجليزية)
- نيك كلوني على موقع كينوبويسك (الروسية)